# Orogenesi andina
L'orogenesi andina è un processo orogenetico tuttora in corso che ebbe inizio nel Giurassico inferiore e che ha dato luogo alla formazione delle Ande.
L'orogenesi è legata alla riattivazione di un antico sistema subduttivo lungo il margine occidentale del Sud America. Il Cretacico (90 milioni di anni fa) e l'Oligocene (30 milioni di anni fa) furono periodi di riarrangiamento orogenetico su scala continentale. A livello locale i dettagli e la natura dell'orogenesi variano in funzione del segmento e del periodo considerato.

## Caratteristiche

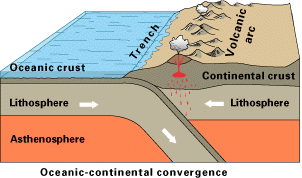
Schema semplificato della situazione attuale lungo gran parte delle Ande.

Un processo orogenetico collegato alla subduzione è in corso in quello che è attualmente il Sud America fin dalla fratturazione del 
supercontinente Rodinia nel Neoproterozoico. Le orogenesi Pampeana, Famatiniana e Gondwaniana risalenti al Paleozoico, sono gli immediati precursori della successiva orogenesi andina.
Le prime fasi dell'orogenesi andina nel Giurassico e nel Cretacico inferiore erano caratterizzate da una tettonica distensiva, rifting, sviluppo di bacini di retroarco e comparsa di estesi batoliti. Si ritiene che questo sviluppo sia collegato alla subduzione di litosfera oceanica fredda. Dalla metà del Cretacico in avanti (circa 90 milioni di anni fa) l'orogenesi andina ha subito un notevole cambiamento delle caratteristiche. Si ritiene che in questo periodo, litosfera oceanica più giovane e più calda abbia cominciato ad andare in subduzione al di sotto dell'America del Sud. Questa tipologia di subduzione viene ritenuta responsabile non solo delle intense deformazioni contrattive a cui furono sottoposte differenti litologie, ma anche dei fenomeni di sollevamento delle montagne e della loro erosione che sono avvenuti dal Cretacico superiore in poi. La riorganizzazione delle placche tettoniche avvenuta a partire dal Cretacico medio potrebbe anche essere collegata all'apertura dell'Oceano Atlantico meridionale.
Un altro cambiamento relativo alla tettonica del Cretacico medio fu la variazione della direzione di subduzione della litosfera oceanica che passò da un andamento sudest a un movimento nordest, all'incirca 90 milioni di anni fa. Anche se la direzione di subduzione era variata, essa rimase obliqua e non perpendicolare alla costa del Sud America, e il cambiamento di direzione influenzò parecchie faglie parallele alle zone di subduzione incluse le faglie di Atacama, Domeyko e Liquiñe-Ofqui.
Un basso angolo di subduzione fu comune durante l'orogenesi andina, portando ad un assottigliamento crostale e alla deformazione e soppressione del vulcanismo di arco. Questa tipologia di subduzione si è ripetuta in vari periodi in diverse parti delle Ande, e lo stanno sperimentando attualmente Colombia settentrionale (6–10° N), Ecuador (0–2° S), Perù settentrionale (3–13° S), Cile e Argentina centro settentrionale (24–30° S).
La crescita tettonica delle Ande e le variazioni climatiche regionali sono andate di pari passo e si sono reciprocamente influenzate. La barriera topografica formata dalle Ande ha bloccato l'arrivo di aria umida nel deserto di Atacama. Questa aridità a sua volta ha cambiato la normale ridistribuzione delle masse attraverso l'erosione e il trasporto a valle da parte dei fiumi, modificando le successive deformazioni tettoniche.
Nel corso dell'Oligocene la placca Farallon si ruppe, dando luogo alle attuali placche di Cocos e Nazca che hanno introdotto una serie di cambiamenti nell'orogenesi andina. La nuova placca di Nazca aveva allora una direzione di subduzione perpendicolare al Sud America causando un continuo innalzamento delle Ande, ma provocando anche un grande impatto nel Miocene. Anche se i vari segmenti andini hanno una loro specifica storia di sollevamento, le Ande nel loro insieme si sono considerevolmente innalzate negli ultimi 30 milioni di anni, dall'Oligocene al presente.

## Segmentazione dell'orogenesi
Data l'enorme estensione della catena montuosa delle Ande, l'orogenesi andina può essere suddivisa in segmenti che tengono conto delle differenze nei processi di sviluppo che si sono avuti.
- Colombia, Ecuador e Venezuela (12° N–3° S)
- Perù settentrionale (3–13° S)
- Oroclinale della Bolivia (13–26° S)
- Cile centrale e Argentina (26–39° S)
- Ande della Patagonia settentrionale (39–48° S)
- Ande della Patagonia meridionale (48–55° S)